# Ágnes
Ágnes ist die ungarische Form des weiblichen Vornamens Agnes.

## Namensträgerinnen
- Ágnes Bánfai (1947–2020), ungarische Kunstturnerin
- Ágnes Bukta (* 1993), ungarische Tennisspielerin
- Ágnes Csomor (* 1979), ungarische Schauspielerin
- Ágnes Czingulszki (* 1987), in Österreich lebende ungarische Journalistin und Autorin
- Ágnes Daróczi (* 1954), ungarische Kulturmanagerin, Menschenrechtsaktivistin und Minderheitenforscherin
- Ágnes Farkas (* 1973), ungarische Handballspielerin und -funktionärin
- Ágnes Gergely (* 1933), ungarische Schriftstellerin
- Ágnes Győri (* 1983), ungarische Handball- und Beachhandball-Torhüterin sowie Handballtrainerin
- Ágnes Hankiss (1950–2021), ungarische Schriftstellerin, Psychologin, Professorin für Sozialpsychologie und Politikerin (Fidesz)
- Ágnes Hegedűs (* 1949), ungarische Orientierungsläuferin
- Ágnes Heller (1929–2019), ungarische Philosophin
- Ágnes Keleti (1921–2025), ungarische Kunstturnerin
- Ágnes Kovács (* 1981), ungarische Schwimmerin
- Ágnes Lakatos (* 1962), ungarische Jazzsängerin und Hochschullehrerin für Jazzgesang
- Ágnes Magyar (* 1967), ungarische Badmintonspielerin
- Ágnes Nemes Nagy (1922–1991), ungarische Autorin und Übersetzerin
- Ágnes Osztolykán (* 1974), ungarische Politikerin und Roma-Aktivistin
- Ágnes Pallag (* 1993), ungarische Volleyballspielerin
- Ágnes Paul (* 1981), ungarische Journalistin
- Ágnes Rózsa (1910–1984), ungarisch-rumänische Schriftstellerin und Übersetzerin
- Ágnes Ságvári (1928–2000), ungarische Historikerin
- Ágnes Salamon (1923–1986), ungarische Archäologin
- Ágnes Sipka (* 1954), ungarische Leichtathletin
- Ágnes Szakály (* 1951), ungarische Cimbalomspielerin
- Ágnes Szatmári (* 1987), rumänische Tennisspielerin
- Ágnes Szávay (* 1988), ungarische Tennisspielerin
- Ágnes Torma (* 1951), ungarische Volleyballspielerin
- Ágnes Vadai (* 1974), ungarische Politikerin und Wissenschaftlerin für internationale Beziehungen
- Ágnes Vanilla (* 1977), ungarische Sängerin
- Ágnes Zilahy (1848–1908), ungarische Schriftstellerin und Autorin
- Ágnes Zsigmondi (* ≈1954), ungarische Musikerin